# Matthias Löwenstein
Matthias Löwenstein (* 1984 als Matthias Bäuerle) ist ein deutscher Grafiker und Illustrator. Seit 2004 arbeitet er mit seiner Agentur Season Zero für nationale und internationale Bands und Musiker.

## Beruflicher Werdegang
Bereits vor seiner freiberuflichen Laufbahn als Grafiker und Illustrator arbeitete Matthias Löwenstein für befreundete Bands (z. B. Mom's Day, Stehcafe) und erarbeitete sich so – und durch Cover für seine eigenen Bands Navigator und Mantikor (in denen er als Gitarrist und Songwriter tätig war) – eine Basis für sein Portfolio. Im September 2009 beendete er sein Studium zum Mediendesigner an der Dualen Hochschule in Ravensburg und machte sich im Oktober 2009 mit seiner Agentur Season Zero selbstständig.
Sein Hauptaufgabenfeld ist die konzeptionelle Entwicklung und grafische Umsetzung von Artworks für Bands und Musiker. Detailreiche Illustrationen und fotorealistische Bildmontagen zählen hierbei zu seinem Markenzeichen. Dies kombiniert er oft mit einer sehr klaren Komposition und Typografie. Seine persönlichen Arbeiten sind von Stilmitteln des Jugendstils geprägt – Motive aus der Tierwelt und der Mythologie sind vorherrschend.
Er entwarf Artworks für Bands und Künstler, wie z. B. a-ha, Rea Garvey, Glasperlenspiel, Sunrise Avenue und Staatspunkrott.
Im November 2015 stellte er im Rahmen der Literaturtage in Albstadt – zusammen mit Holger Much, Robert Zivkovic und Ingo Römling – erstmals eigene Arbeiten und Illustrationen aus.
Im Oktober 2015 zog er nach Berlin. Zwischen 2017 und 2019 lebte und arbeitete er zusammen mit seiner Lebensgefährtin in Stralsund. 2018 nahm er durch Heirat den Nachnamen Löwenstein an. Nach seiner Trennung 2019 lebt er wieder in seiner Heimatstadt Albstadt.

## Trivia
Während seiner Schulzeit rief er zusammen mit Marcel Turino (alias "Tristan") unter dem Pseudonym "Alerionh", basierend auf der Ultima Online Engine, den Online-Rollenspiel-Server "Siebenwind" ins Leben. Im Dezember 1998 noch als "Aventurien Online" betitelt, wird aufgrund eines Artikels in der PC-Action (10/1999) von Fanpro die Erlaubnis entzogen, das Spielsystem weiterhin auf der Spielewelt von "Das Schwarze Auge" zu gründen. Mit einer wachsenden Community wurde infolgedessen ein eigenes Rollenspiel System entwickelt.

## Werke

### Artworks (Auszug)
- Staatspunkrott – Phoenix Effekt, Nordost, Choral vom Ende (gesamtes Artwork)
- Rea Garvey – Can't stand the Silence (Cover), Pride, The Special Collection (gesamtes Artwork)
- Sunrise Avenue – Unholy Ground, Fairytales Best-Of, Heartbreak Century (gesamtes Artwork und Singles)
- Schwarzer Engel – alle bisherigen Veröffentlichungen (gesamtes Artwork)
- Glasperlenspiel – Beweg dich mit mir (gesamtes Artwork, in Zusammenarbeit mit Kropac Media), Grenzenlos, Tag X (gesamtes Artwork in Zusammenarbeit mit Benjamin Wolf, Fotograf)
- Eskimo Callboy – Crystals, Rehab, MMXX (gesamtes Artwork)
- The New Roses – Dead Man's Voice, One more for the Road (gesamtes Artwork)
- Silly – Wutfänger (gesamtes Artwork in Zusammenarbeit mit Benjamin Wolf, Fotograf)
- Luxuslärm – Fallen und Fliegen (gesamtes Artwork in Zusammenarbeit mit Benjamin Wolf, Fotograf)
- Project Pitchfork – Look up, I'm down there (gesamtes Artwork in Zusammenarbeit mit Silentview, Fotografie)
- Niila – Gratitude (gesamtes Artwork in Zusammenarbeit mit Benjamin Wolf, Fotograf)
- L'Ame Immortelle – Unsterblich (gesamtes Artwork)
- a-ha – MTV Unplugged – Summer Solstice (gesamtes Artwork, Fotos von Just Loomis)
- ZSK – Hallo Hoffnung, Ende der Welt (Cover und Illustrationen)
- Felix Jaehn – diverse Cover (u. a. Love on Myself, Close Your Eyes, Sicko)
- Nico Santos – selbstbetiteltes Album (gesamtes Artwork mit Christoph Köstlin, Fotograf)[7]
- atb, Topic & A7S – Your Love (9PM)
- Topic x Bebe Rexha – Chain My Heart
- Topic, Robin Schulz, Nico Santos & Paul van Dyk – In Your Arms (For an Angel)

### Eigene Musik
- Glondemir – The Artefact (2001, Eigenproduktion) (Black Metal)
- Glondemir – Beyond the Circle (2002, Eigenproduktion) (Black Metal)
- Deepwater – Into the Haze (2003, Eigenproduktion) (Rock)
- Deepwater – Floods (2006, produziert von Michael Sisto) (Rock)
- Mantikor – And the Light of long gone Days (2009, produziert von Michael Sisto) (Metalcore)
- Mantikor – The Great Concept of Escape (2010, produziert von Anton Hendel) (Metalcore)
- Navigator – Tempest, Part 1: Year of the Scars (2012, produziert von Mike Melito) (Metal/Hardcore)
- Navigator – Tempest, Part 2: Sea Change (2014, produziert von Anton Hendel, Mastering von Eike Freese) (Metal/Hardcore)